# YUMI (プロレスラー)
YUMI（ゆみ、2004年7月26日 - ）は、日本の元プロレスラー。東京女子プロレスに所属していた。

## 経歴
DDTプロレス教室出身。
2018年12月1日、東京女子プロレス新宿FACE大会「東京女子プロレス5th anniversary～五歳の東京女子プロレス～」における対赤井沙希戦でデビュー。
2019年11月3日に行われたDDT両国国技館大会「Ultimate Party 2019〜DDTグループ大集合!〜」における東京女子プロレス提供8人タッグマッチを最後に、学業専念のためプロレス活動を休止。
2020年7月24日、同日付で東京女子プロレスを退団することが発表された。
2021年から、プロレスラーは引退し、アイドルグループ「闘狂生存者-Tokyo Survivor-」のメンバー「黒崎セラ」として活動開始。のちのインタビューで引退理由を「ケガで試合ができないもどかしさからの決別」と述べている。
2023年から、歌舞伎町のコンセプトカフェ「#推ししか勝たん」に電撃移籍。
2024年9月から「HowlingSpica」のデスボ担当としてアイドル活動を再開した。

## 人物
父親の影響でプロレスを見るようになり、ネットで検索していくうちに90年代の神取忍、北斗晶、紅夜叉が好きになった。174センチという日本女子プロレス界指折りの大型選手。DDTプロレス教室に入る前は空手、水泳、バスケットボールの経験がある。

## 得意技
フルネルソンバスター
ドロップキック

## 入場曲
Sprint